# Рейдер, Деннис
Деннис Линн Рейдер (род. 9 марта 1945) — американский серийный убийца и массовый убийца. История Рейдера вдохновила Стивена Кинга на написание повести «Счастливый брак»[en]. Получил широкую известность из-за своей неуловимости, ему удавалось скрываться от правосудия более 30 лет. Является одним из самых известных серийных убийц в криминальной истории США. Оказал большое влияние на американскую поп-культуру.

## Ранние годы
Деннис Линн Рейдер родился 9 марта 1945 года в Питсберге, штат Канзас. Он был первым из 4 детей, у него было 3 брата: Пол, Билл и Джефф. Мать — Доротея Рейдер, отец — Уильям Рейдер. Мать работала бухгалтером, а отец был военным. После его рождения семья переехала в город Уичито. Его родители много работали и не могли уделять достаточное внимание сыновьям, поэтому маленькому Деннису часто приходилось быть за главного. Деннис злился на свою мать, потому что она не уделяла ему достаточно внимания.
В юности вступил в движение скаутов и часто ходил в походы. В одном из походов он упал и сильно ударился головой. В возрасте 14 лет он в газете прочитал статью о Харви Глатмене. Его история поглотила Дениса.
Как и большинство серийных убийц, он в детстве мучил и убивал животных. В раннем возрасте его поглотили сексуальные и садистские фантазии насчёт женщин.

## Взрослые годы
Окончил школу в 1963 году. С 1963 по 1966 учился в Канзас-Уэслианском университете. С 1966 по 1970 служил в армии, где получил звание старшего сержанта. В 1970 он вернулся из армии в Уичито и устроился на работу в мясном отделе супермаркета Leekers IGA. В этом же супермаркете работала бухгалтером его мать.
22 мая 1971 года он женился на Пауле Дитц. В 1975 году у них появился сын Брайан, а в 1978-м — дочь Керри. После возвращения из армии он поступил в муниципальный колледж округа Батлер. В 1973 году он получил степень младшего специалиста по электронике. После этого поступил в государственный университет Уичито. В 1979 году окончил его со степенью бакалавра наук в области «Управление юстиции».
С 1972-го по 1973-й Рейдер был рабочим-сборщиком компании «Coleman Company». С 1974 по 1988 год работал электриком в ADT Security Services, устанавливал сигнализацию в домах.
В мае 1991 года он стал инспектором по соблюдению норм в Парк-Сити. Также был избран президентом церковного совета в Лютеранской церкви и был лидером скаутов в Канзасе.

## Серия убийств
Рейдер проникал в дома своих жертв, после этого практически всегда душил их: верёвкой, колготками, руками, пакетом, поясом. Он их связывал, пытал и убивал (от этого и прозвище BTK, от англ. bind, torture, kill, рус. СПУ). Лишь в одном случае он убил человека ножом.
15 января 1974 года он незаметно проник в дом семьи Отеро и убил всех находившихся там на тот момент четырёх человек. Это были: Джозеф Отеро (отец), Джули Отеро (мать), Джозеф Отеро-младший (сын) и Жозефина Отеро (дочь). Их тела обнаружили старшие дети, которые ранее находились в школе. Через 9 месяцев оставшийся неизвестным для общественности молодой человек, находясь в тюрьме, сказал, что это он совершил эти преступления вместе с двумя сообщниками. Информация просочилась в СМИ, и Рейдер узнал об этом. После этого Рейдер в анонимном телефонном звонке сообщил, что он изложил обстоятельства убийства семьи Отеро в письме, которое вложил в книгу по инженерии, саму книгу он спрятал в местной библиотеке Уичито. Письмо было найдено, и в нём содержалась информация, которую мог знать настоящий убийца. В этом же году он убил ножом Кэтрин Брайт.
В 1977 году его жертвами стали ещё двое: Ширли Виан Релфорд и Нэнси Фокс. В начале 1978 года он отправляет письмо на телеканал KAKE, где под псевдонимом BTK (придумал сам Рейдер, СМИ активно его распространяли после того, как он прислал это письмо) признаётся, что это именно он виновен в убийствах: семьи Отеро, Брайт, Виан и Фокс. Он требовал активного обсуждения его убийств, после этого письма СМИ объявили, что в городе есть серийный убийца, и что он на свободе.
В 1979 году он решил убить 63-летнюю Анну Уильямс. Он проник в её дом и ждал её на протяжении нескольких часов, но ему пришлось уйти ни с чем. Анна припозднилась у друзей, поэтому она пришла домой позже обычного.
С 1985 по 1991 год он убил ещё трёх человек. 27 апреля 1985 года он убил Мари Хедж. После убийства он отвёз её труп в свою церковь, где был президентом церковного совета. Там он фотографировал связанное тело. После этого выбросил тело в сточную канаву. Оно было найдено 5 мая. 16 сентября 1986 года он задушил Вики Вегерле. 19 января 1991 года он убивает Долорес Э. Дэвис. Её тело было обнаружено 1 февраля.
Временами между убийствами Рейдер переодевался в женское бельё, связывал и фотографировал себя. Таким образом он имитировал себя в роли своих жертв, чтобы вызывать воспоминания об убийствах.

## Продолжение расследования
С 2004 по 2005 Рейдер писал письма полиции. Благодаря им его смогли вычислить и арестовать.
В марте 2004 года он прислал письмо в The Whichita Eagle. Автор письма признавался в убийстве Вики Вегерле. В письме были приложены её водительские права и фотографии с места преступления. Также у полиции была ДНК BTK, найденная на ногтях Вегерле.
В мае 2004 года он прислал письмо телеканалу KAKE, в письме прилагались словесная головоломка и поддельное удостоверение личности.
В январе 2005 года он поместил коробку с хлопьями в пикапе около Home Depot. Владелец пикапа, увидев её, выбросил коробку. Камера наблюдения смогла зафиксировать, как Рейдер оставляет коробку в пикапе.
После этого он снова отправлял в полицию письма. В одном из них он спрашивал о том, сможет ли полиция отследить его записи, записанные на дискету. Через газету полиция ответила ему, что не сможет. 16 февраля 2005 года он отправил дискету в Fox TV KSAS-TV Уичито.
На этой дискете полиция обнаружила документ Microsoft Word со стандартными метаданными. В этих метаданных содержится строка Company, в данном случае заполненная: «Лютеранская церковь Христа», и содержится строка Last saved by, указывавшая имя некого Денниса. При помощи интернета полиция смогла определить, что президентом церковного совета был Деннис Рейдер. Также полиция смогла узнать, что Рейдер владел чёрным Jeep Cherokee, именно этот автомобиль смогли зафиксировать камеры видеонаблюдения, который был зафиксирован около Home Depot, когда Рейдер спрятал коробку с хлопьями в другом автомобиле.
После этого полиция получила ордер на анализ мазка Папаниколау, который был взят у дочери Рейдера в медицинской клинике Канзасского государственного университета. Тест ДНК показал сходство ДНК дочери Рейдера и ДНК BTK, которое он оставил на ногтях Вики Вегерле. После этого был выдан ордер на арест Рейдера.

## Арест
Рейдера арестовали 25 февраля 2005 года, когда он ехал к себе домой. После этого офицеры полиции и агенты ФБР провели обыск в его доме и Лютеранской церкви. Были изъяты: компьютерное оборудование, чёрные колготки. 26 февраля начальник полиции Уичита Норман Уильямс сообщил, что BTK был пойман и арестован.

## Суд
28 февраля 2005 года Рейдера обвинили в 10 убийствах. 1 марта за него установили залог в размере 10 миллионов долларов. 3 мая судья от имени Рейдера зачитал его заявление о невиновности, на судебных слушаниях тот ничего не говорил. В день суда 27 июня Рейдер сам признал себя виновным в 10 убийствах. В этот же день с ним развелась жена.
18 августа Рейдер выступил с 30 минутным монологом, не проявляя никакого раскаяния. В своём монологе он описал совершённые им убийства. В этот же день ему был вынесен приговор: 10 пожизненных сроков заключения с возможностью условно досрочного освобождения через 175 лет.
Психиатр Роберт Мендоз, работавший на стороне защиты, выявил у Рейдера диссоциальное расстройство личности, нарциссическое расстройство личности и ОКР.
Во время суда дом Рейдера был продан за 90 тысяч долларов.

## В заключении
19 августа 2005 года Рейдер был переведён в исправительное учреждение Эльдорадо[en]. В 2006 году за примерное поведение ему разрешили смотреть телевизор, читать журналы, слушать радио. Рейдер находится в одиночной камере ради своей безопасности.
В 2018 году он перенёс инсульт, из-за которого потерял краткосрочную память. В 2019 году он написал письмо в Daily Mail, в котором рассказал, из-за чего начал убивать (письмо составило 5 страниц).
Его сын Брайан не женился и не завёл детей, его дочь Керри вышла замуж и родила детей. Она не навещала отца, но написала ему письмо, в котором говорится, что она прощает его. В 2019 году вышла её книга «Дочь серийного убийцы: моя история веры, любви и преодоления».
По состоянию на 2021 год жив и продолжает отбывать наказание в тюрьме Эльдорадо[en].

## В поп-культуре
- История Рейдера вдохновила Стивена Кинга на написание повести «Счастливый брак»[en][4].
- Рейдер в исполнении Сонни Валиченти появляется в сериале «Охотник за разумом».
- О Рейдере снят полнометражный художественный фильм 2008 года "Мучитель" (B.T.K.). Роль маньяка в нём исполнил Кейн Ходдер
- Преступления Рейдера лежат в основе концептуального альбома бельгийского электронного проекта Suicide Commando "bind torture kill"
- Образ убийцы из фильма «Собиратель душ» (2023) был вдохновлен Зодиаком и Рейдером.

## Жертвы
| #  | Имя               | Пол | Возраст | Дата убийства    | Место убийства                              | Причина смерти                              | Орудие убийства    | Дата обнаружения тела | Место обнаружения тела                                                               |
| -- | ----------------- | --- | ------- | ---------------- | ------------------------------------------- | ------------------------------------------- | ------------------ | --------------------- | ------------------------------------------------------------------------------------ |
| 1  | Джозеф Отеро      | M   | 38      | 15 января 1974   | Северная Эджмур-Стрит, 803, Уичито          | Задушен                                     | Пластиковые пакеты | 15 января 1974        | Северная Эджмур-Стрит, 803, Уичито                                                   |
| 2  | Джули Отеро       | Ж   | 34      | 15 января 1974   | Северная Эджмур-Стрит, 803, Уичито          | Задушена                                    | Верёвка            | 15 января 1974        | Северная Эджмур-Стрит, 803, Уичито                                                   |
| 3  | Джозеф Отеро мл.  | M   | 9       | 15 января 1974   | Северная Эджмур-Стрит, 803, Уичито          | Задушен                                     | Пластиковый пакет  | 15 января 1974        | Северная Эджмур-Стрит, 803, Уичито                                                   |
| 4  | Жозефина Отеро    | Ж   | 11      | 15 января 1974   | Северная Эджмур-Стрит, 803, Уичито          | Повешена на канализационной трубе           | Верёвка            | 15 января 1974        | Северная Эджмур-Стрит, 803, Уичито                                                   |
| 5  | Кэтрин Брайт      | Ж   | 21      | 4 апреля 1974    | Восточная 13-я улица, 3217, Уичито          | Один удар ножом в спину и один в низ живота | Нож                | 4 апреля 1974         | Восточная 13-я улица, 3217, Уичито                                                   |
| 6  | Ширли Виан        | Ж   | 24      | 17 марта 1977    | Южная Хидролик-Стрит, 1311, Уичито          | Задушена                                    | Верёвка            | 17 марта 1977         | Южная Хидролик-Стрит, 1311, Уичито                                                   |
| 7  | Нэнси Фокс        | Ж   | 25      | 8 декабря 1977   | Южная Першинг-Стрит, 843, Уичито            | Задушена                                    | Пояс               | 8 декабря 1977        | Южная Першинг-Стрит, 843, Уичито                                                     |
| 8  | Мэрин Хедж        | Ж   | 53      | 27 апреля 1985   | Северная Индепенденс-Стрит, 6254, Парк Сити | Задушена                                    | без орудия         | 5 мая 1985            | Пересечение Восточной 53-й улицы, Северной Уэбб-Роуд и Северной Гринвич-Роуд, Уичито |
| 9  | Вики Вегерле      | Ж   | 28      | 16 сентября 1986 | Восточная 13-я улица North, 2404, Уичито    | Задушена                                    | Нейлоновый чулок   | 16 сентября 1986      | Восточная 13-я улица North, 2404, Уичито                                             |
| 10 | Долорес Э. Дейвис | Ж   | 62      | 19 января 1991   | Норт-Хиллсайд-Стрит, 6226, Уичито           | Задушена                                    | Колготки           | 1 февраля 1991        | Пересечение Западной 117-й улицы и Северной Меридиан-Стрит, Седжвик                  |